# Hormona antimülleriana
La hormona antimülleriana (Anti-Müllerian Hormone AMH en inglés), también factor inhibidor mülleriano (FIM), hormona inhibidora mülleriana (HIM) o sustancia inhibidora mülleriana (MIS), es una glucoproteína dimérica que en el embrión masculino inhibe el desarrollo de los conductos de Müller.
  Es producida por las células de Sertoli embrionarias y por las células de la  granulosa postnatales, cuya estimación puede ser útil para la detección de tejido testicular y su evaluación funcional prepuberal y en la búsqueda de tumores de células de la granulosa en adultos.
  Esta hormona es el marcador más utilizado para evaluar la reserva ovárica femenina y así poder valorar su fertilidad en un momento determinado.

## Historia
En la década de 1940 la existencia de un factor regulador, con el nombre inicial de inhibidor mülleriano,  la propuso el endocrinólogo francés Alfred Jost (1916-1991), uno de los primeros investigadores en el campo de la endocrinología fetal, y su nombre proviene del descubridor de los conductos paramesonéfricos.  
La primera observación de los conductos paramesonéfricos fue registrada por Johannes Peter Müller en 1830.
La hormona antimülleriana es producida por las células de Sertoli de los testículos del embrión e inhibe el desarrollo de los genitales internos femeninos.

## Estructura
La AMH es una hormona proteínica estructuralmente relacionada con la inhibina y la activina, y es miembro de la familia del factor transformante de crecimiento (TGF-β). Está presente en peces, reptiles, pájaros, marsupiales y en mamíferos placentarios.
La proteína está compuesta por 573 aminoácidos. El peso molecular es 62.750 (Da) 62 kiloDa.
Es una glucoproteína dimérica que inhibe el desarrollo de los conductos de Müller en el embrión masculino.

### Estructura Primaria AMH
573 aminoácidos
- Péptido señal aminoácidos 1-24
- Pro-péptido ___       aa 25-451
- Cadena_______       aa 452-560
- Glucosilación posiciones 64 y 329 [4]

### Estructura Secundaria AMH
Tres dominios principales: dominio extracelular, región transmembrana y dominio citoplasmático.
Incluyen dos dominios principales:
- prodominio N-terminal
- dominio de factor de crecimiento (GF) C-terminal

## Gen
En los humanos el gen para el factor FIM es el gen AMH, que se encuentra en el brazo corto (p), banda 13.3 del cromosoma 19 (19p13.3).

## Secreción
En fetos femeninos, la expresión del gen AMH comienza en las célula granulosa (GC) de los folículos ováricos preantrales a las 36 semanas de gestación, y las proteínas AMH no se detectan en el suero hasta la semana 37 de gestación. Por el contrario, un estudio del 2011 indicó que la expresión del gen AMH en los GC comenzó a partir de las 23 semanas de gestación.
La AMH, al igual que otras proteínas de la familia Factor de crecimiento transformante beta (TGF-β), se sintetiza como una molécula precursora (pre-AMH).
 
Los precursores diméricos experimentan un procesamiento post-traduccional para su activación, requiriendo escisión y disociación para liberar fragmentos C-terminales bioactivos. De manera similar, el homodímero de 140 kilodalton (kDa) unido por disulfuro de MIS se escinde proteolíticamente para generar sus fragmentos C-terminales activos.
Los precursores diméricos de la AMH son escindidos por las convertasas de proproteína y la AMH se secreta desde la célula, asociada de forma no covalente con su prodominio.

En todos los casos, la escisión de proAMH es ineficiente, y la AMH circulante es una mezcla de AMH y pro-AMH.
Existe una variación circadiana significativa en los niveles de AMH y una correlación positiva significativa entre los niveles de AMH y LH en mujeres con menstruación normal.
El patrón particular de cambio muestra los niveles de AMH en su punto más alto en la fase folicular media, disminuyendo en el momento de la ovulación con un aumento de nuevo en la fase lútea.

## Receptor de AMH
Existen cinco receptores de tipo 2 para la superfamilia TGFβ. 
La AMH se une exclusivamente al receptor de tipo 2 (AMHR2) para TGFβ. Por lo tanto, solo las células que expresan AMHR2 pueden responder a la estimulación directa con AMH.

## Funciones
La expresión sexualmente dimórfica de MIS en las células de Sertoli del testículo y en las células de la granulosa del ovario es crítica para la diferenciación normal de las estructuras del tracto reproductivo interno.
  También se han propuesto diversas funciones «extramullerianas» para esta hormona inhibidora del crecimiento, como el control de la maduración de las células germinales y la morfogénesis gonadal, la inducción de la fase abdominal del descenso testicular, la supresión de la maduración pulmonar y la inhibición del crecimiento de células transformadas.
Los conductos müllerianos, o paramesonéfricos, son estructuras cruciales para el desarrollo de las porciones genitales internas del sistema reproductor femenino. Inicialmente, los conductos müllerianos están presentes en ambos sexos y aparecen como canales pareados en el lateral del embrión. Estos conductos regresan en los hombres bajo la influencia de la hormona antimülleriana (AMH), también conocida como sustancia inhibidora mülleriana (MIS en inglés), hormona inhibidora mülleriana (MIH) o factor antimülleriano (AMF).
 La hormona antimülleriana es producida por las células de Sertoli de los testículos del embrión e inhibe el desarrollo de los genitales internos femeninos.

Sin la influencia de la AMH, los conductos de Müller se desarrollarán en ambos sexos en un útero, las trompas uterinas, el cérvix y el tercio superior de la vagina. 

### Embriogénesis
En los mamíferos el FIM es secretada por las células de Sertoli en los testículos durante la embriogénesis del feto masculino y previene el proceso de transformación de los tubos müllerianos en útero u otras estructuras müllerianas. El efecto es ipsilateral, quiere decir que la supresión del desarrollo mülleriano se produce en cada testículo en su mismo lado. En los humanos esta actividad se lleva a cabo durante la 8.ª semana de desarrollo.
 
En la embriogénesis femenina la FIM es la encargada del desarrollo de la vagina, el útero, el cérvix, y los oviductos. La cantidad de FIM que puede ser medida en la sangre varía de acuerdo a la edad y al sexo. La FIM trabaja interactuando con receptores específicos en la superficie de las células blanco o diana. El efecto más conocido y más específico, mediado a través de la los receptores tipo II del FIM, incluyen muerte celular programada (apoptosis) de la célula diana (los tubos müllerianos fetales).

### Función ovárica
Mientras la AMH es medible en varones durante la infancia y la adultez, no puede ser detectada en las mujeres hasta la pubertad. La AMH es expresada por células granulosas en el ovario durante la edad reproductiva y controla la formación de los folículos primarios inhibiendo el excesivo reclutamiento folicular por el FSH. Los niveles de AMH se correlacionan directamente con el número de folículos, por lo que cuanto mayor sea el número de folículos (mayor reserva ovárica), mayores serán los niveles de AMH. También tiene un rol en la foliculogénesis y algunas autoridades la sugieren como medida para algunos aspectos de la función ovárica, útil en condiciones de acceso como el síndrome poliquístico ovárico y el fallo ovárico prematuro.

### Otras funciones
La producción de FIM por las células de Sertoli en los testículos permanece alta a través de la infancia pero se reduce a niveles bajos durante la pubertad y la adultez. Las medidas de la FIM se han vuelto ampliamente usadas en los últimos años para la evaluación de presencia y función testicular en niños con determinadas anomalías de la diferenciación sexual.

## Patología
En hombres (46,XX) la inadecuada actividad embrional del factor FIM puede conllevar el Síndrome de persistencia del conducto de Müller (PMDS), donde se presenta un útero rudimentario y los testículos usualmente no descendidos. En este caso el gen AMH-RII para los receptores del FIM están anormales.
Un estudio en ratas publicado en Nature Medicine encontró un vínculo entre el desequilibrio hormonal en el útero y síndrome de ovario poliquístico (PCOS), específicamente exposición prenatal a hormona antimülleriana (AMH).

## Relevancia clínica
En la mujer adulta los niveles de la AMH pueden dar información sobre la fertilidad. Esto se debe a que en la mujer adulta los niveles de AMH son altos, al contrario que en el desarrollo embrionario.
Con la prueba de la AMH puede medirse la cantidad de óvulos disponibles, lo que se conoce como reserva ovárica. A mayores niveles de AMH en sangre mayor reserva ovárica, no obstante estos niveles han de mantenerse en un rango determinado (1-3 ng/mL) dado que un nivel muy alto de AMH en sangre puede ser indicativo de un posible ovario poliquístico. 
Los valores más usados en los laboratorios son los siguientes:
- AMH muy alta: entre 3 y 6 ng/mL. Buena reserva ovárica.
- AMH normal: entre 1 y 2,9 ng/mL. Buena reserva ovárica.
- AMH normal-baja: entre 0,7 y 0,9 ng/mL. Reserva ovárica dentro de la normalidad pero que ha comenzado a disminuir.
- AMH baja: entre 0,3 y 0,6 ng/mL. Reserva ovárica baja.
- AMH muy baja: <0,3 ng/mL. Reserva ovárica casi agotada, seguramente muy cerca de la menopausia.[12][13]

## Investigación
La AMH inhibe el desarrollo de los tubos de Müller, es por las células de Sertoli inmaduras y células de la granulosa postnatales, cuya estimación puede ser útil para la detección de tejido testicular y su evaluación funcional prepuberal y en la búsqueda de tumores de células de la granulosa en adultos.
La AMH participa en el descenso testicular durante la vida fetal. La AMH sérica es un biomarcador bien reconocido de la función testicular, desde el nacimiento hasta las primeras etapas de la pubertad.